# Пеницилл склероцийный
Пеници́лл (пеници́ллий) склеро́цийный (лат. Penicíllium sclerotiórum) — вид несовершенных грибов (телеоморфная стадия неизвестна), относящийся к роду Пеницилл (Penicillium).

## Описание
Колонии на агаре Чапека 1,5—3 см в диаметре на 7-е сутки, бархатистые до шерстистых, иногда с многочисленными склероциями, определяющими облик колоний, нередко с различными секторами. Спороношение от довольно слабо выраженного до обильного, серо-зелёное. Мицелий оранжево-красный, экссудат жёлтый до красного, многочисленный в секторах со склероциями и необильный в спороносных секторах. Реверс жёлтый до оранжево-красного.
На CYA колонии на 7-е сутки 2—4 см в диаметре, бархатистые, радиально-складчатые, обильно спороносящие в зеленовато-серых тонах при отсутствии склероциев и практически не спороносящие при активном их образовании. Экссудат светло-жёлтый. Реверс колоний оранжевый до красновато-жёлтого, коричневый или бледный.
На агаре с солодовым экстрактом (MEA) колонии на 7-е сутки около 1,5—3 см в диаметре, бархатистые, умеренно спороносящие в серых или серо-зелёных тонах. Иногда образует оранжевые склероции. Реверс оранжевый, красно-оранжевый, красновато-жёлтый, реже бледный.
Конидиеносцы строго одноярусные, 190—400 мкм длиной, образуются на гифах субстранного мицелия, гладкостенные до едва шероховатых, несколько вздутые на верхушке. Фиалиды 8—11 мкм длиной, фляговидные до цилиндрических. Конидии эллипсоидальные, несколько шероховатые, 2—3 мкм длиной, собирающиеся в колонки.

### Отличия от близких видов
Определяется по часто обильным склероциям, оранжево-жёлтому мицелию и общей пигментации, строго одноярусным кисточкам с эллипсоидальными конидиями.

## Экология
Выделяется из почвы, из воздуха, с плодов кофе. Обнаружен в Юго-Восточной Азии, в Австралии, на Гавайях.

## Таксономия
Penicillium sclerotiorum J.F.H.Beyma, Zentralbl. Bakteriol. Parasitenkd. Abt. 2 96: 416 (1937).